# Veerdienst Rosyth – Zeebrugge
De veerdienst Rosyth – Zeebrugge was een vrachtdienst die werd geëxploiteerd door DFDS. De dienst verving een passagiers- en vrachtdienst die aanvankelijk werd uitgevoerd door Superfast Ferries tussen mei 2002 en september 2008, en vervolgens door Norfolkline van 18 mei 2009 tot 15 december 2010. Het was de enige rechtstreekse veerbootroute tussen Schotland en continentaal Europa. Op 20 augustus 2010 werd aangekondigd dat de passagiersdienst op 15 december 2010 zou eindigen, hoewel de vrachtdienst kort daarna werd hervat. De dienst werd in 2018 beëindigd na een brand aan boord van een van de schepen.
In 2022 werd aangekondigd dat de veerverbinding tussen Schotland en het vasteland van Europa in 2023 zou terugkeren voor vrachtdiensten. Er werd een nader onderzoek uitgevoerd met betrekking tot de toekomstige passagiersactiviteiten.

## Route
De route stak de Noordzee over tussen Rosyth, Fife, Schotland en Zeebrugge, Vlaanderen, België. Bij Rosyth ging de veerboot onder de Forth Bridge door.

## Superfast Ferries

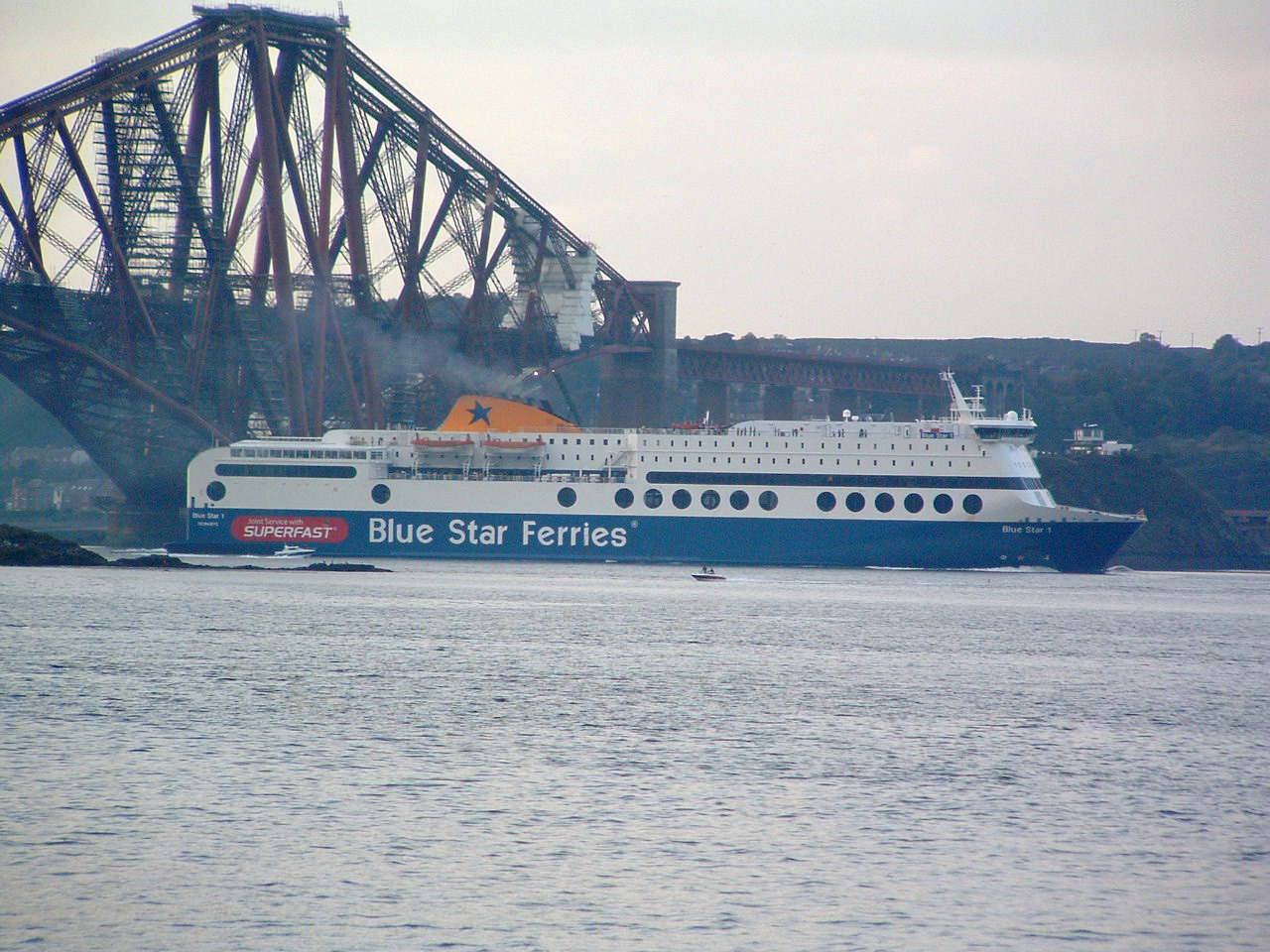
Blue Star 1 onder de Forth Bridge in de Firth of Forth, Schotland

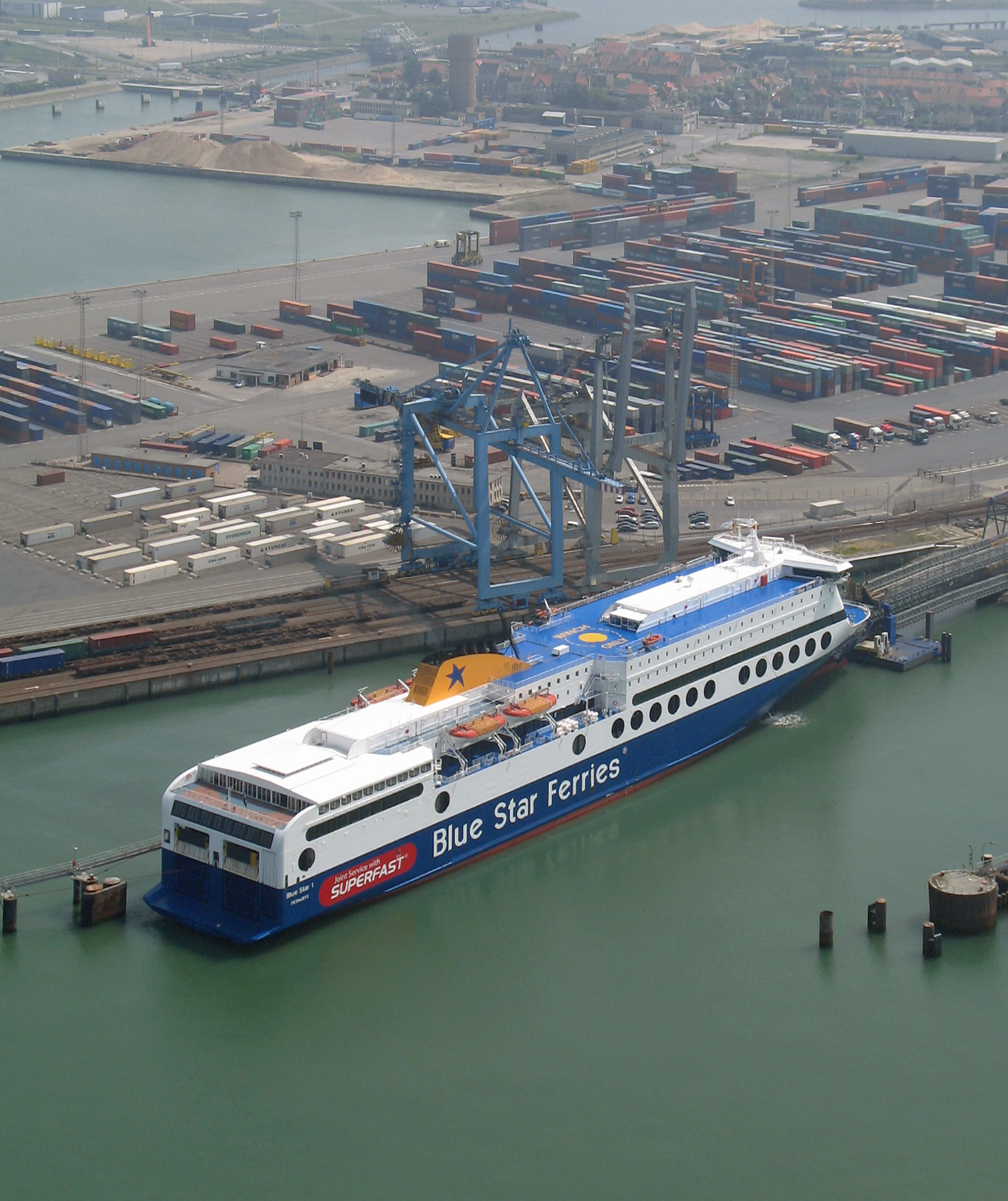
Blue Star 1 in de haven van Zeebrugge, België, juni 2007

Na een uitvoerige raadpleging en aanbestedingsprocedure door de Schotse regering, werd de Griekse rederij Superfast Ferries (eigendom van de Attica Group) bevestigd als de exploitant van de route. De diensten begonnen in mei 2002 met twee schepen - MS Superfast IX en MS Superfast X - om een nachtdienst te bieden met een vaartijd van 17 uur.
Hoewel het autoverkeer, met name in de zomermaanden, relatief goed bleek te zijn, groeide de bezorgdheid dat er onvoldoende vrachtwagens en ander vrachtverkeer waren om de dienst op de lange termijn levensvatbaar te maken. In 2005 werd de dienst teruggebracht tot drie keer per week en werd Superfast IX overgebracht naar de Baltische Zee.
In 2006 werd de verkoop van Superfast X aangekondigd en werd het schip vervangen door de kleinere Blue Star I - van Superfast's zusterbedrijf Blue Star Ferries (ook eigendom van Attica). In 2008 werd aangekondigd dat Superfast/Blue Star Ferries de dienst in september zou stopzetten.

## Norfolkline
Het besluit om de route af te schaffen veroorzaakte veel politieke onrust in Schotland. De Schotse regering probeerde een nieuwe operator aan te moedigen de route over te nemen. Eind 2008 kondigde Norfolkline aan dat het de route in mei 2009 zou hervatten, opnieuw met een driewekelijkse nachtdienst (maar verlengd tot 20 uur in plaats van de voorgaande 17 uur om het brandstofverbruik te verminderen). Net als Superfast bood de Norfolkline-service een service voor zowel voertuig- als voetpassagiers.
Norfolkline is een in Nederland gevestigde dochteronderneming van de Deense rederij DFDS en voorheen van de Maersk Group. Op 17 december 2009 kondigde DFDS aan dat het had ingestemd met de aankoop van Norfolkline van Maersk.
Het schip van Norfolkline voor de route was de MV Scottish Viking (die ondanks de naam in Italië is geregistreerd). Op 5 augustus 2010 kwam het schip voor de kust van Schotland in aanvaring met een kleine vissersboot, waarbij de vissersboot verloren ging en een van de twee mannen aan boord van de vissersboot om het leven kwam.

## DFDS Seaways
Op 20 augustus 2010 kondigde DFDS aan dat de passagiersdienst op 15 december 2010 zou eindigen en dat de dienst zou worden vervangen door een veerdienst voor alleen vracht van DFDS Seaways. De vervangende dienst voor werd uitgevoerd met twee veerboten, de Tor Finlandia en de Cimbria Seaways, met 4 afvaarten per week. In april 2011 werd dit teruggebracht tot één DFDS Seaways-vrachtveerboot die drie afvaarten per week uitvoert. In augustus 2014 waren er zorgen over de toekomst van de verbinding Rosyth - Zeebrugge. Na de ondertekening van een memorandum van overeenstemming tussen DFDS Seaways, de Schotse regering en Forth Ports Authority, zouden de lijndiensten worden voortgezet. Verbeterde vrachtcapaciteit zou mogelijk worden gemaakt door infrastructuurverbeteringen bij Rosyth, waardoor containers dubbel kunnen worden gestapeld.
Naar aanleiding van een machinekamerbrand op de Finlandia Seaways op maandag 16 april 2018 kondigde  DFDS Seaways op 23 april 2018 aan dat de route van Rosyth naar Zeebrugge met onmiddellijke ingang zou worden gesloten omdat deze economisch niet haalbaar was.